# 제33회 영국 아카데미 영화상
제33회 영국 아카데미 영화상은 1979년의 최고의 영화를 기리기 위해 1980년에 열린 시상식이다.

## 수상

### 작품상
- 맨하탄 수상

### 데이빗 린 상
- 지옥의 묵시록 - 프란시스 포드 코폴라 수상

### 칼 포먼 상
- 브레이킹 어웨이 - 데니스 크리스토퍼 수상

### 남우주연상
- 차이나 신드롬 - 잭 레먼 수상

### 여우주연상
- 차이나 신드롬 - 제인 폰다 수상

### 남우조연상
- 지옥의 묵시록 - 로버트 듀발 수상

### 여우조연상
- 전장의 우정 - 레이첼 로버츠 수상

### 각본상
- 맨하탄 - 우디 앨런 수상

### 편집상
- 디어 헌터 - 피터 지너 수상

### 촬영상
- 디어 헌터 - 빌모스 지그몬드 수상

### 음향상
- 에이리언 - Derrick Leather 수상

### 의상상
- 전장의 우정 - 셜리 러셀 수상

### 프로덕션디자인상
- 에이리언 - 마이클 세이무어 수상

### 단편영화작품상
- Peter Webb 수상

### 안소니 아스퀴스상
- 천국의 나날들 - 엔니오 모리꼬네 수상

## 같이 보기
- 제52회 아카데미상
- 제5회 세자르상
- 제32회 미국 감독 조합상
- 제37회 골든 글로브상
- 제32회 미국 작가 조합상